# تاوف کیرشن (مولدورف)
تاوف کیرشن (مولدورف) (به آلمانی: Taufkirchen, Mühldorf) یک شهر در آلمان است که در بایرن واقع شده‌است.

## خصوصیات
تاوف کیرشن ۲۵٫۳۳ کیلومترمربع مساحت دارد ۴۶۸ متر بالاتر از سطح دریا واقع شده‌است.